# Іваново-Болото
Іваново-Болото (рос. Иваново-Болото) — присілок в Печорському районі Псковської області Російської Федерації.
Населення становить 58 осіб. Входить до складу муніципального утворення Крупська волость.

## Історія
Від 2015 року входить до складу муніципального утворення Крупська волость.

## Населення
| 2001 | 2002 | 2010 |
| ---- | ---- | ---- |
| 88   | ↘77  | ↘58  |